# 31. pluk radiační, chemické a biologické ochrany
31. pluk radiační, chemické a biologické ochrany (31. prchbo) generálmajora Oskara Starkoče je prvkem pozemních sil bojové podpory Armády České republiky (AČR), který je určen k plnění úkolů chemického zabezpečení AČR a specifických činností spojených s ochranou proti zbraním hromadného ničení (ZHN) i proti únikům toxických látek do okolí. Mezi hlavní úkoly patří zabezpečení radiačního, chemického a biologického průzkumu pomocí speciálních párových vozidel S-LOV-CBRN a LOV CBRN II., odběr vzorků nebezpečných látek, laboratorní analýzu, dekontaminaci osob a techniky a v neposlední řadě výstrahu a varování o šíření ZHN a úniku průmyslových škodlivin. 31. prchbo je v podřízenosti velitele pozemních sil a do jeho struktury patří dva identické prapory radiační, chemické a biologické ochrany (311. prrchbo, 312. prrchbo) sídlící v Liberci a centrum výstrahy proti ZHN (314. CV ZHN), které je dislokováno v Hostivici-Břve. Součástí pluku je také organizační jádro CBRN Defence Brigade určené pro podporu spojeneckého sboru rychlé reakce Allied Rapid Reaction Corps (ARRC).

## Vznik československého chemického vojska
V květnu roku 1945 byla zřízena Skupina zvláštních bojových prostředků (ZBP) u 1. oddělení Hlavního štábu, současně byla obnovena činnost Vojenského chemického ústavu. Velitel ZBP pplk. gšt. Oskar Schreiber (později přijal jméno Starkoč) navrhl v srpnu 1945 zřízení chemického vojska jako samostatného druhu vojska. Hlavní součásti chemického vojska tvořily chemické prapory 101. v Jaroměři a 103. v Šafárikově. Dne 1. listopadu 1952 byl v Liberci zřízen 105. plamenometný prapor. Koncepce činnosti chemického vojska vycházela od druhé poloviny padesátých let z nutnosti předpokládat masové použití ZHN. V říjnu 1957 byla zřízena 1. brigáda chemické ochrany se sídlem v Trutnově. V roce 1968 byl v Liberci ustanoven 105. pluk chemické ochrany a 1. září 1977 byla zřízena 102. brigáda chemické ochrany. Přímo v Liberci byl kromě velitelství a štábu dislokován 51. prapor chemické ochrany, 61. prapor odmořování terénu a 103. prapor chemické ochrany.

## Chemické vojsko po roce 1989
Po listopadu 1989 pokračuje chemické vojsko ve své činnosti, která v letech 1990–1991 vyvrcholila účastí československého protichemického praporu ve válce v Perském zálivu. Rozdělením Československa v roce 1993 skončila etapa společné činnosti českých a slovenských chemiků. Reprezentantem chemického vojska v ČR se pak v Liberci stala Výcviková a mobilizační základna chemického vojska. Díky řadě úspěchů na mezinárodním poli se po vstupu České republiky do NATO stala součástí sil okamžité reakce i 9. rota chemické ochrany, která vznikla v roce 1999 v Liberci a stala se jednou z prvních plně profesionálních jednotek AČR. Dne 1. července 2005 vznikla 31. brigáda radiační, chemické a biologické ochrany, která byla k 1. prosinci 2013 reorganizována na současný 31. prchbo.

## Spolupráce s Integrovaným záchranným systémem
Síly a prostředky vyčleňuje 31. prchbo i ve prospěch integrovaného záchranného systému ČR v případě mimořádných radiačních událostí a provozních havárií spojených s únikem toxických látek. V roce 1997 zasahovali vojáci při odstraňování následků povodní na severní Moravě.
V roce 2002 likvidovali následky povodní v Praze a ve středních Čechách a pomáhali při obnově provozu Spolany Neratovice. V letech 2010 a 2013 pomáhali při záchranných a likvidačních pracích v oblastech postižených povodní v severních Čechách. V poslední době byli příslušníci pluku nasazeni po celé ČR jako výpomoc do zdravotnických zařízení při řešení krize spojené s onemocněním COVID-19. 31. prchbo dále spolupracuje se Státním úřadem pro jadernou bezpečnost (SÚJB), Státním ústavem radiační ochrany (SÚRO) a Generálním ředitelstvím Hasičského záchranného sboru.

## Nasazení v zahraničních operacích

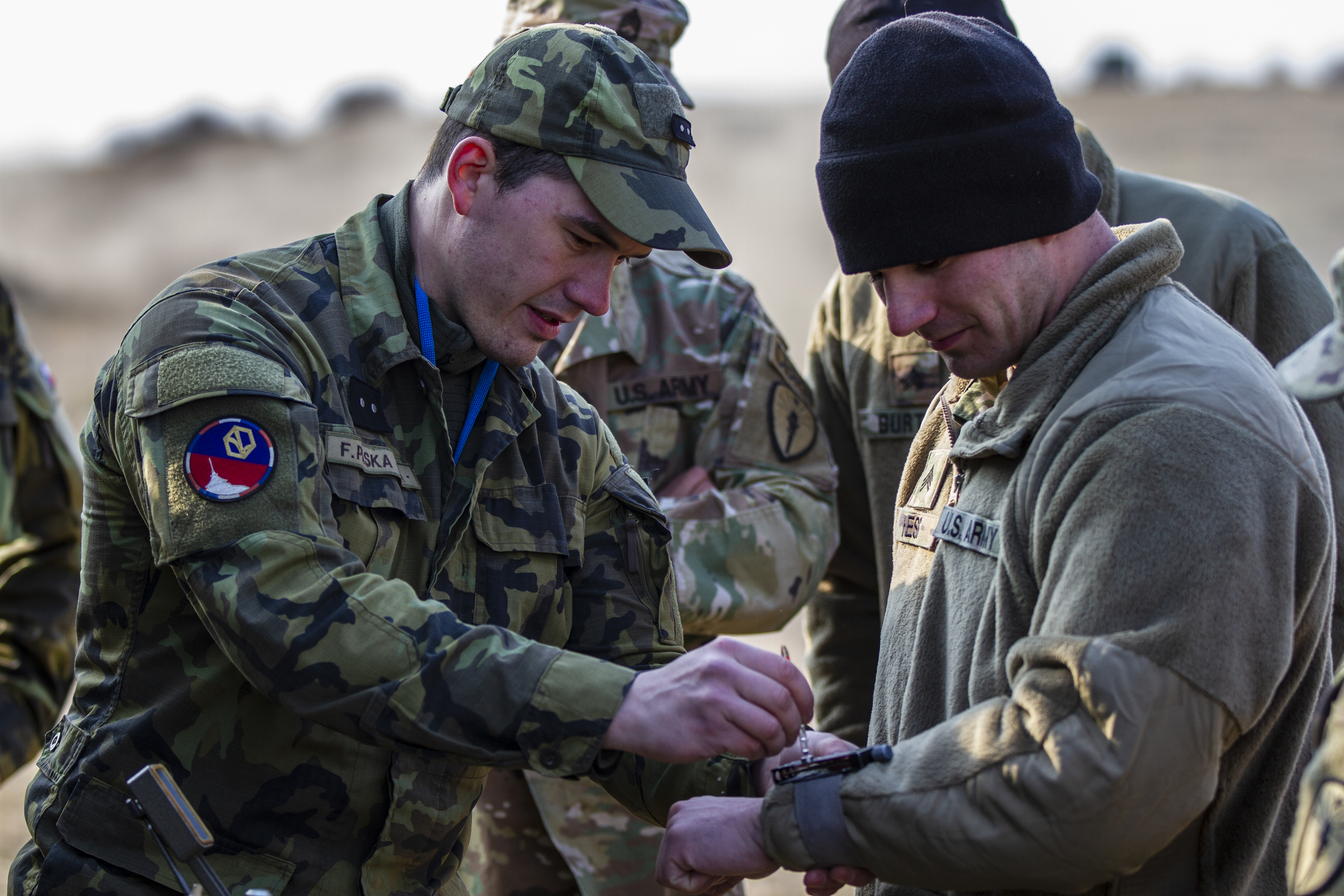
Voják 311. praporu radiační, chemické a biologické ochrany na cvičení Toxic Lance 2019

Liberečtí chemici se v letech 1990–1991 zúčastnili války v Perském zálivu. Od roku 1991 působili v několika misích OSN, v misi OBSE, byli nasazeni na území bývalé Jugoslávie v českých jednotkách mnohonárodních kontingentů UNPROFOR, IFOR, SFOR, SFOR II. a KFOR. V letech 2002–2003 působili v operaci Enduring Freedom na území Kuvajtu a Iráku. V rámci mise ISAF PRT (provinční rekonstrukční tým) v Afghánistánu se vojáci podíleli na zlepšení bezpečnostní situace v provinciích Badachšán (2006) a Uruzgán (2008). V letech 2007–2013 plnili odborné úkoly v misi ISAF KAIA na území Afghánistánu a v období 2018–2020 působila výcviková jednotka chemického vojska na území Iráku. Po celý rok 2023 plnili příslušníci 31. prchbo odborné úkoly v rámci úkolového uskupení chemické ochrany v Litvě a dále se v rámci mise evropské unie EUMAM podíleli na výcviku příslušníků ukrajinských ozbrojených sil.

## Zabezpečení významných mezinárodních událostí
Své zkušenosti uplatnili chemici i při zabezpečení významných mezinárodních událostí, jako zasedání Mezinárodního měnového fondu v Praze v roce 2000, summitu NATO v Praze v roce 2002, XXXVIII. letních olympijských her a XII. paralympijských her v Aténách v roce 2004, summitu NATO v Istanbulu v roce 2004, summitu NATO v Rize v roce 2006 a summitu NATO v Tallinnu v roce 2010. V roce 2023 budou příslušníci pluku vyčleňovat síly a prostředky pro zabezpečení summitu NATO ve Vilniusu.